# Indumentària a l'antic Egipte
La Indumentària a Egipte era una conseqüència directa del clima: càlid i sec, i de la forma de vida, a l'aire lliure.

S'usaven robes exclusivament de lli, encara que al principi s'usaven fibres de joncs i canyes, es va imposar el lli per la creença que era més pur, i es cultivava per a fins tèxtils en exclusiva. El color preferit era el blanc, encara que podia portar alguns dibuixos a les vores.

La llana era coneguda, però va ser considerada impura, com totes les fibres animals. Solament a partir de la conquesta d'Alexandre el Gran, va començar a emprar-se la llana a les peces de caràcter quotidià però va continuar prohibida als temples i santuaris, on els sacerdots havien d'usar robes de lli de color gris blavós.

## Vestuari Popular
Els pagesos, els treballadors i les persones de condició modesta, solien anar amb un taparrabos, sí que es vestien, portaven només el shenti, usat pels barons de tota condició social durant tres mil·lennis, que consisteixen en una mena de falda que s'enrotllava a la cintura i se cenyia amb un cinturó de cuir. Durant l'Imperi Nou, cap a 1425 a. C., va començar a usar-se una túnica lleugera, o camisa sense mànigues, així com una mena de sabó prisat entre els acomodats.

## Vestuari de la noblesa
Entre la gent de posició s'adornava la peça amb brodats i es col·locava sobre un calçó o una túnica. A sobre del shenti portaven les persones de distinció una mena de saya curta formant petits plecs, que per sortir de casa es canviava per una túnica amb mànigues o sense, ambdues de textura fina. Per cobrir el cap ambdós sexes feien servir una perruca postissa, i en el cas del faraó, un tocat particular, el nemes, que es formava amb un llenç quadrat, fet amb una tela a ratlles els colors més comuns de les quals eren el blau i el groc, ajustat al front i amb caigudes als costats.

El vestuari reial està ben documentat, vestien de manera semblant que la resta del poble. El Faraó vestia una calembe real que ocasionalment estava compost de ratlles horitzontals de colors blau, groc i verd; les quals estaven separades per franges blanques, també els distingien els símbols distintius, com el ceptre i la corona egípcia.

## Vestuari femení
El vestit femení es va mantenir similar durant gairebé tres mil anys, modificat només en alguns detalls. que de vegades eren amples i els cobrien els pits. També les acomodades portaven durant l'Imperi Nou una mena de capa curta fina cobrint els espatlles. La forma de col·locar-se les túniques era molt variada, donant la impressió de constituir roba diferent. com les ales d'Isis. Les dones treballadores portaven robes més àmplies, fins i tot algunes anaven nues també.

A l'època de dominació romana, a les tombes dels coptes, s'han trobat túniques de forma romana i amb adorns iguals als que usaven els cristians de les catacumbes (els clavi i calliculae) mentre que altres manquen de tota costura ( túniques inconsútils).

## Calçat
El calçat podia ser domèstic o cerimonial, que també es feia servir en determinades situacions i per certes persones. Portaven unes sandàlies fetes amb joncs o amb fibres vegetals, que per als reis i magnats podien ser d'altres materials, com ara cuir trenat, i portar tota mena de guarniments, rematant-se en una punta encorbada cap amunt. La classe sacerdotal les feia servir de papir.

El “porta sandàlies” era una funció administrativa de primera importància. El titular era l'encarregat de preparar els arxius, d'organitzar allò necessari abans d'un viatge real, de recollir les demandes a l'audiència, etc. (A la nostra època, aquest paper és semblant al del secretari particular d'un ministre o d'un president de partit). El que tenia el títol de porta sandàlies del faraó era un dels homes més influents del país. (Aquest paper està il·lustrat per la novel·la Ramsès, escrita per Christian Jacq. Ameni, un dels personatges principals, és el porta sandàlies de Ramses II).
A la vida quotidiana l'home comú anava descalç i només en alguna ocasió especial feia servir sandàlies: quan havia d'anar a algun lloc duia les sandàlies a la mà o les lligava a l'extrem d'un bastó per calçar-se en arribar al destí.

## Maquillatge
L'ús de maquillatge sempre va estar ben considerat, fins i tot tenien un mite explicant aquest costum: Quan Horus va barallar contra el seu oncle Seth va perdre un ull, de manera que va inventar el maquillatge per restablir la perfecció de la seva bellesa: l'ús de productes cosmètics per reparar els desperfectes del temps o maquillar els accidents de la vida són per tant legítims. Això explica la gran varietat de productes com olis, kohl, col·liris, vermell per als llavis i les galtes, concebuts pels egipcis de l'antiguitat i utilitzats des de molt aviat: s'han descobert restes del segle IV aC. C., i més de 160 receptes que descriuen la seva elaboració, que durava de vegades diversos mesos. Les tombes contenen sovint tot el necessari per a la bellesa en una cistella: els flascons d'ungüents, la pintura, els olis, kohl a tubs de canya, i miralls de bronze polit.

Les pólvores van ser utilitzats per les dames per blanquejar-se la pell de la cara. Dos tipus diferents de màscares es feien servir per als ulls: una de negra per dibuixar el contorn i accentuar-ne la forma d'ametlla, i una altra de verda per a les pestanyes i les celles. El maquillatge dels ulls era emprat per homes i dones. En aixafar la galena, els egipcis van obtenir un tint negre, en què el to variava segons fos de fina la pols: quan era reduïda a pols molt fina, el tint era d'un negre molt fosc; si era aixafada amb menys precisió, tenia reflexos metàl·lics. Amb aquesta pols feien el kohl. El maquillatge d'ulls estava fet amb malaquita, i feien servir l'ocre per aconseguir el color vermell amb què les dones es pintaven també llavis i galtes.
Tots aquests productes es barrejaven amb greixos animals per compactar-los i aconseguir-ne una conservació més duradora.
Els egipcis van ser les persones de l'antiguitat que van practicar més l'art del maquillatge, cap altre poble no l'ha fet servir tant. Els productes cosmètics es van començar a fer servir per protegir-se dels efectes del clima calent i sec d'Egipte. Així, el kohl protegeix i cuida la conjuntivitis i els olis perfumats van servir, i serveixen encara, per humitejar la pell i tornar-li la flexibilitat.
Les ungles i les mans es pintaven també amb joia. Només les persones de baixa condició feien servir tatuatges.
No van conèixer la destil·lació i no van fer, per tant, cap perfum amb alcohol. No obstant, cultivaven flors per perfumar altres productes. El Fayum (regió al voltant d'un llac del desert, alimentat per un ramal del Nil) va ser la principal zona productora, sobretot a l'Imperi Nou, quan les inundacions van ser regulades amb dics.
Els diferents elements de les flors eren classificats, passats per un tamís i convertits en pastes perfumades. A les pintures de les tombes es representen els ungüents que les egípcies feien servir per als cabells i que s'aplicaven per mitjà d'uns cons blancs col·locats damunt del cap.

## Pentinat
Entre els homes era corrent el rapat del cap, per cobrir-se usaven perruques postisses, i les dones un tocat particular (claft) que es formava amb un llenç quadrat, fet amb una tela de ratlles, ajustat al front i amb caigudes als costats.
Els nobles usaven perruca, comú per als dos sexes, eren el tocat per al cap més corrent. Es feia amb pèl natural i crinera, amb altres elements decoratius incorporats. A sobre, els elegants portaven de vegades gots petits plens de perfum. Els caps s'afaitaven; els egipcis són el primer poble que ha practicat sistemàticament la depilació. Per a ells, això representava la humanitat en comparació amb l'animalitat simbolitzada pels pèls, fins al punt que els sacerdots es depilaven fins i tot les celles i les pestanyes abans dels rituals.

## Joies
La raó principal per utilitzar joies és degut a la seva funció estètica. Els egipcis estaven molt sòbriament vestits amb teles de lli blanc, i la joieria ofereix una possibilitat de contrast. La preferència d'Egipte va anar cap a l'ús de colors brillants, pedres brillants i metalls preciosos. Or va ser guanyat en grans quantitats al desert oriental d'Egipte, però també venia de Núbia, que durant segles va ser una colònia egípcia.
D'altra banda, la plata era rara i va ser importada d'Àsia. Per tant, la plata va ser sovint considerada més preciosa que l'or. El desert Oriental va ser també una important font de pedres acolorides semiprecioses com la cornalina, ametista i jaspi. Al Sinaí van tenir des de les primeres dinasties mines de turqueses, el blau lapislàtzuli va haver de venir des de molt lluny, l'Afganistan. Vidre i pisa (esmalt sobre un nucli de pedra o sorra) eren favorits per reemplaçar les roques ja que podien produir-se en molts colors.
Era un poble a qui agradaven les joies, que utilitzaven totes les classes socials, encara que les dels camperols eren més senzilles i barates, de pisa, os o pedres de colors. Les joies eren grans i pesades, cosa que sembla denotar una influència asiàtica. Els braçalets eren també grans. Les pedres més utilitzades eren el lapislàtzuli, la cornalina, la turquesa, i els metalls el coure, plata i l'or, que era molt més abundant. Era considerat carn dels déus.
Una creació especial d'Egipte va ser una mena de gorgera, realitzada amb un conjunt de discos de metall i que s'emportava directament sobre la pell, o sobre una camisa de màniga curta, i es nuava a l'esquena. Els sobirans també empraven elaborades corones i ells i els nobles, pectorals.